# Малосупоївська сільська рада
| Малосупоївська сільська рада — орган місцевого самоврядування у Згурівському районі Київської області з адміністративним центром у с. Мала Супоївка. Історична дата утворення: в 1920 році. Водоймища на території, підпорядкованій даній раді: р. Супій. Сільській раді підпорядковані населені пункти: - с. Мала Супоївка |

## Склад ради
Рада складається з 12 депутатів та голови.

### Керівний склад ради
| ПІБ                    | Основні відомості                                                                      | Дата обрання | Дата звільнення |
| ---------------------- | -------------------------------------------------------------------------------------- | ------------ | --------------- |
| Литус Михайло Петрович | Сільський голова, 1953 року народження, освіта, член Народно-демократичної партії      | 26.03.2006   | 31.10.2010      |
| Литус Михайло Петрович | Сільський голова, 1953 року народження, освіта вища, член Народно-демократичної партії | 31.10.2010   | 30.05.2015      |
| Феник Ігор Віталійович | Сільський голова, 1989 року народження, освіта - дві вищі, безпартійний                | 26.10.2015   |                 |

Примітка: таблиця складена за даними джерела